# Aleksey Ostapenko
Aleksey Aleksandrovich Ostapenko (em russo:  Алексей Александрович Остапенко; Saratov, 26 de maio de 1986) é um jogador de voleibol russo.
Competiu nos Jogos Olímpicos de Verão de 2008, quando a Rússia conquistou a medalha de bronze.